# Пустота (фильм, 2018)
Пустота, или Ва́куум (фин. Tyhjiö), — финский художественный фильм 2018 года режиссёра Алекси Салменперя, «трагикомедия о цене успеха и муках поражения». Фильм в значительной степени был создан силами волонтёров.
Мировая премьера состоялась 28 сентября 2018 года. В 2019 году фильм стал лауреатом премии «Юсси» в четырёх номинациях — «лучший фильм года», «лучшая режиссура», «лучший монтаж» и «лучший звук».

## Сюжет
Фильм, в присущей кинорежиссёру манере чёрного юмора, рассказывает об отношениях, искусстве, цене успеха и боли неудачи. Ээро, некогда успешный писатель, пребывает в творческом кризисе. У его подруги — актрисы Пихлы — наоборот, всё хорошо, она вполне успешна. Чем дальше, тем хуже становятся их отношения…

## В ролях
| Актёр                 | Роль               |
| --------------------- | ------------------ |
| Бирн, Лаура           | Пихла Саксдорфф    |
| Корпела, Томми        | Ээро Кайла         |
| Бьёркман, Ханну-Пекка | Илмари Куутса      |
| Куусниеми, Матлеена   | Йоханна Сомервуори |
| Хаапкюля, Минна       | подруга Пихлы      |
| Пакаринен, Кайя       | мать Пихлы         |
| Хейсканен, Кари       | отец Пихлы         |
| Линдфорс, Томи        | Веса               |
| Вилппола, Онни        | Ээмели             |
| Клемола, Леэа         | Туула Пахкио       |
| Вийтала, Пихла        | подруга Пихлы      |

## Участие в ММКФ
В апреле 2019 года фильм был включён в основной конкурс Московского международного кинофестиваля (ММКФ). Актёр Томми Корпела получил приз «Серебряный Георгий» этого кинофестиваля в номинации «за лучшее исполнение мужской роли».